# Liberto Beltrán
Liberto Luis Beltrán Martínez (nascut el 26 de desembre de 1996 a Castelló de la Plana, La Plana Alta) és un futbolista professional valencià que juga com a migcampista a la UCAM Murcia cedit per l'Albacete Balompié.

## Carrera de club
Liberto va començar la seva carrera al planter del CE Castelló. El 9 de juliol de 2014, encara com a juvenil, fou cedit a l'Elx CF per un any; inicialment assignat a l'equip juvenil, va debutar com a sènior amb l'Elx Club de Futbol Il·licità a Segona Divisió B.
El juliol de 2015 Liberto va deixar Castelló, i va tornar a Elx. El 9 de setembre va debutar com a professional, jugant com a titular i marcant el tercer gol del seu equip en un empat 3–3 en la Copa del Rei a fora contra la UD Almería (derrota 3–4 als penals).
El 14 de gener de 2016, Liberto fou cedit al CE Alcoià de la Segona B. Després de tornar, va jugar més habitualment, i fou definitivament promocionat al primer equip el 31 de gener de 2017, i se li donà la samarreta número 12.
El 29 d'agost de 2017, després del descens de l'Elx, Liberto va marxar a un altre filial, el Betis Deportivo Balompié de Segona B. Més o menys un any després va marxar a la Cultural y Deportiva Leonesa cedit per un any.
El 18 d'agost de 2020, després d'haver estat la temporada anterior cedit al Lleida Esportiu de Segona B, Liberto va signar contracte per tres anys amb l'Albacete Balompié de segona divisió. El següent 22 de gener, després d'haver jugat poc, fou cedit a la UCAM Murcia CF per la resta de la temporada.